# George T. Mickelson

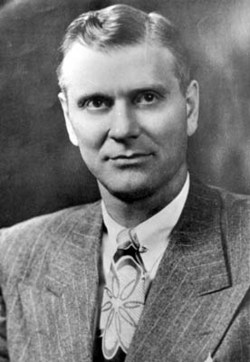
George T. Mickelson.

George Theodore Mickelson, född 23 juli 1903 nära Selby, South Dakota, död 28 februari 1965 i Sioux Falls, South Dakota, var en amerikansk republikansk politiker och jurist. Han var den 18:e guvernören i delstaten South Dakota 1947-1951.
Mickelson avlade 1927 juristexamen vid University of South Dakota. Han var ledamot av South Dakota House of Representatives, underhuset i delstatens lagstiftande församling, 1937-1942 (talman åren 1941-1942). Han var delstatens justitieminister (South Dakota Attorney General) 1943-1947.
Efter två mandatperioder som guvernör arbetade Mickelson som domare i en federal domstol.
Mickelson var av norsk härkomst. Hans grav finns på Woodlawn Cemetery i Sioux Falls. Mickelsons son George S. Mickelson var guvernör i South Dakota 1987-1993.